# Valpalmas
Valpalmas é um município da Espanha na província de Saragoça, comunidade autónoma de Aragão. Tem 39,6 km² de área e em 2021 tinha 135 habitantes (densidade: 3,4 hab./km²).

## Demografia
| Variação demográfica do município entre 1991 e 2004 | Variação demográfica do município entre 1991 e 2004 | Variação demográfica do município entre 1991 e 2004 | Variação demográfica do município entre 1991 e 2004 |
| --------------------------------------------------- | --------------------------------------------------- | --------------------------------------------------- | --------------------------------------------------- |
| 1991                                                | 1996                                                | 2001                                                | 2004                                                |
| 234                                                 | 203                                                 | 176                                                 | 168                                                 |